# Clara Bindi
Clara Bindi (Napoli, 1º novembre 1927 – Roma, 24 febbraio 2022) è stata un'attrice italiana.

## Biografia
Nipote d'arte. Sua nonna, Clara Belmonte, è stata un'importante attrice di drammi al teatro San Ferdinando (Napoli) e una delle prime protagoniste della sceneggiata. È stata, per un breve periodo, anche capo-comico.
Clara Bindi, nel 1947 entra nella compagnia di Eduardo De Filippo rimanendovi per molti anni. Nel 1948 esordisce anche nel mondo del cinema, nel film La macchina ammazzacattivi. Nel cinema lavorerà con molti artisti italiani: tra gli altri Giacomo Furia, Mario Mattoli, Anna Magnani, Aldo Fabrizi, Peppino De Filippo e Marcello Mastroianni. Lavorerà anche con celebrità internazionali. Nel 1969 ha avuto occasione di recitare con John Cassavetes. Nei decenni successivi la sua brillante carriera s'infittisce sempre di più. Nonostante ciò ha avuto anche occasione di lavorare in televisione.
È stata attiva fin oltre gli 85 anni, interpretando spesso il ruolo di mamma o di nonna, e apparendo in due commedie di Eduardo De Filippo riproposte da Massimo Ranieri su Rai 1: nel ruolo di Rosalia Solimene in Filumena Marturano, e in quello di Donna Adelaide in Napoli Milionaria!, andate in onda rispettivamente il 30 novembre 2010 e il 4 maggio 2011.
Ha avuto anche una carriera di doppiatrice, doppiando molte dive del cinema italiano come Sophia Loren, Gina Lollobrigida e Silvana Pampanini. Ha doppiato anche Bette Davis nella serie televisiva Gloria Vanderbilt.

### Vita privata
Fu moglie dell'attore Aldo Bufi Landi.

## Filmografia

### Cinema
- La macchina ammazzacattivi, regia di Roberto Rossellini (1948)
- Assunta Spina, regia di Mario Mattoli (1948)
- Tototarzan, regia di Mario Mattoli (1950)
- Accidenti alle tasse!!, regia di Mario Mattoli (1951)
- Verginità, regia di Leonardo De Mitri (1951)
- Campane di Pompei, regia di Giuseppe Lombardi (1952)
- Martin Toccaferro, regia di Leonardo De Mitri (1952)
- Tarantella napoletana, regia di Camillo Mastrocinque (1953)
- Avanzi di galera, regia di Vittorio Cottafavi (1954)
- Amaramente, regia di Luigi Capuano (1956)
- Mariti in città, regia di Luigi Comencini (1957)
- Il momento più bello, regia di Luciano Emmer (1957)
- I prepotenti, regia di Mario Amendola (1958)
- Avventura a Capri, regia di Giuseppe Lipartiti (1959)
- La scimitarra del Saraceno, regia di Piero Pierotti (1959)
- Tutti innamorati, regia di Giuseppe Orlandini (1959)
- Audace colpo dei soliti ignoti, regia di Nanni Loy (1959)
- Le ambiziose, regia di Antonio Amendola (1960)
- La maschera del demonio, regia di Mario Bava (1960)
- L'invincibile cavaliere mascherato, regia di Umberto Lenzi (1963)
- Obiettivo ragazze, regia di Mario Mattoli (1963)
- Il monaco di Monza, regia di Sergio Corbucci (1963)
- Fumo di Londra, regia di Alberto Sordi (1966)
- Faustina, regia di Luigi Magni (1968)
- Roma come Chicago, regia di Alberto De Martino (1969)
- Ma chi t'ha dato la patente?, regia di Nando Cicero (1970)
- Commissariato di notturna, regia di Guido Leoni (1973)
- La poliziotta fa carriera, regia di Michele Massimo Tarantini(1975)
- La donna della domenica, regia di Luigi Comencini (1975)
- Scandalo in famiglia, regia di Marcello Andrei (1976)
- Prima notte di nozze, regia di Corrado Prisco (1976)
- La ragazza dalla pelle di corallo, regia di Osvaldo Civirani (1976)
- Napoli... serenata calibro 9, regia di Alfonso Brescia (1978)
- Arrapaho, regia di Ciro Ippolito (1984)
- Mercadet il faccendiere, regia di Vittorio Caprioli (1987)
- Nontuttorosa, regia di Amanzio Todini - film TV (1987)
- La posta in gioco, regia di Sergio Nasca (1988)
- C'è posto per tutti, regia di Giancarlo Planta (1990)
- Per tutto il tempo che ci resta, regia di Vincenzo Terracciano (1998)
- L'amico di famiglia, regia di Paolo Sorrentino (2006)
- Ti lascio perché ti amo troppo, regia di Francesco Ranieri Martinotti (2006)
- Signorinaeffe, regia di Wilma Labate (2007)
- Distretto di Polizia 7, regia di Alessandro Capone - serie TV, episodio 7x20 (2007)
- La seconda volta non si scorda mai, regia di Francesco Ranieri Martinotti (2008)
- Benvenuti al sud, regia di Luca Miniero (2010)
- Il principe abusivo, regia di Alessandro Siani (2013)

### Televisione
- Panagulis vive - (1980)
- Edera - (1992)
- La dottoressa Giò - (1997-1998)
- Assunta Spina - (2006)
- Caterina e le sue figlie - (2007-2010)
- Donne sbagliate - (2007)
- Filumena Marturano - (2010)
- Napoli Milionaria! - (2011)
- I liceali 3 - (2011)
- Baciati dall'amore - (2011)

## Doppiaggio

### Cinema
- Sylva Koscina in La nonna Sabella, La nipote Sabella
- Lea Massari in L'avventura, Le quattro giornate di Napoli
- Rosanna Schiaffino in Ferdinando Iº re di Napoli, La sfida
- Sophia Loren in Ci troviamo in galleria, Un giorno in pretura
- Gina Lollobrigida in Altri tempi - Zibaldone n. 1
- Silvana Pampanini in Un marito per Anna Zaccheo
- Lianella Carell in L'oro di Napoli
- Irene Galter in Processo alla città
- Lea Padovani in Napoli è sempre Napoli
- Elisa Cegani in Il giudizio universale
- Xenia Valderi in Mi vedrai tornare
- Margaret Lee in In ginocchio da te
- Claudia Mori in Uno strano tipo
- Maria Fiore in Due soldi di speranza
- Tina Lattanzi in Il Gattopardo
- Marina Daunia in Le evase - Storie di sesso e di violenze
- Yvette Lebon in Maruzzella

### Televisione
- Bette Davis in Gloria Vanderbilt
- Neuza Borges in Dona Xepa

### Animazione
- Judy in Paddington, l'orsetto peruviano
- Nonna (1^voce) in Precious Pupp
- Zia Hilda in Archie e Sabrina

## Teatro
- Barbanera... bel tempo si spera, rivista musicale in due tempi di Scarnicci e Tarbusi, regia degli autori, Teatro Sistina a Roma, 11 ottobre 1953.

## Prosa radiofonica Rai
- Le 99 disgrazie di Pulcinella, 10 episodi a cura di Lorenza e Ugo Bosco, regia di Francesco Rosi, 1956.
- Mettiamo le carte in tavola, commedia di Aldo Giuffré e Antonio Ghirelli, regia di Riccardo Mantoni, trasmessa il 2 aprile 1956
- Serenata alla Brigantessa, radiocommedia di Carlo Alianello, regia di Gian Domenico Giagni, trasmessa il 18 luglio 1956

## Prosa televisiva Rai
- Quand l'amour meurt, di Salvatore Di Giacomo, regia di Alberto Gagliardelli, trasmessa il 20 aprile 1956.
- L'altra madre, originale televisivo di Belisario Randone, regia di Mario Ferrero, trasmessa il 1 novembre 1958.

## Doppiatrici
- Flaminia Jandolo in La maschera del demonio